# Schefflera arboricola
Schefflera arboricola (sin. Heptapleurum arboricolum), también conocida como cheflera o chiflera, es una planta de la familia Araliaceae, nativa de las islas de Taiwán y Hainan, pertenecientes a la República de China y a la República Popular China respectivamente. También es conocida como «árbol paraguas enano».

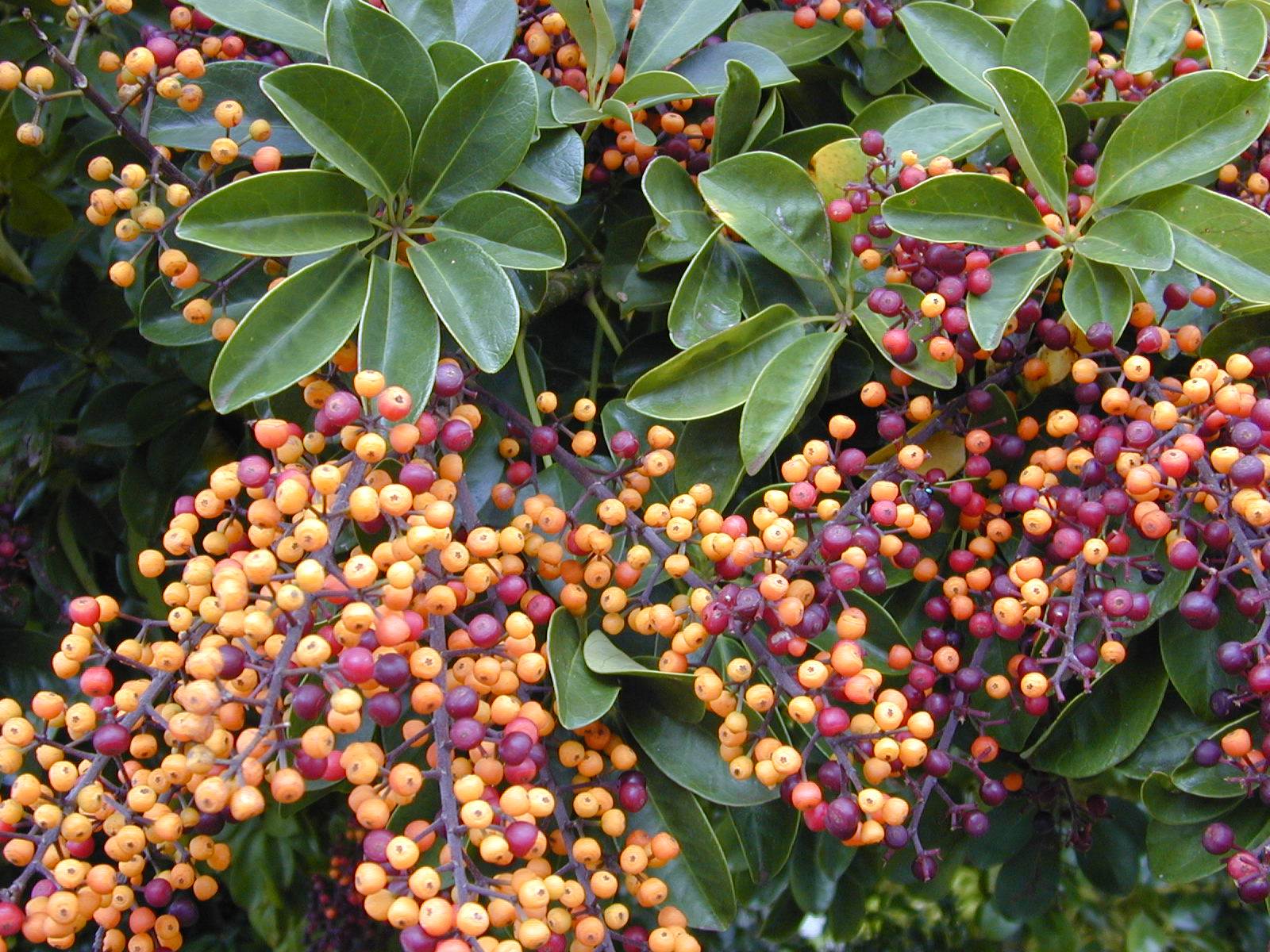
Frutos de Schefflera arboricola.

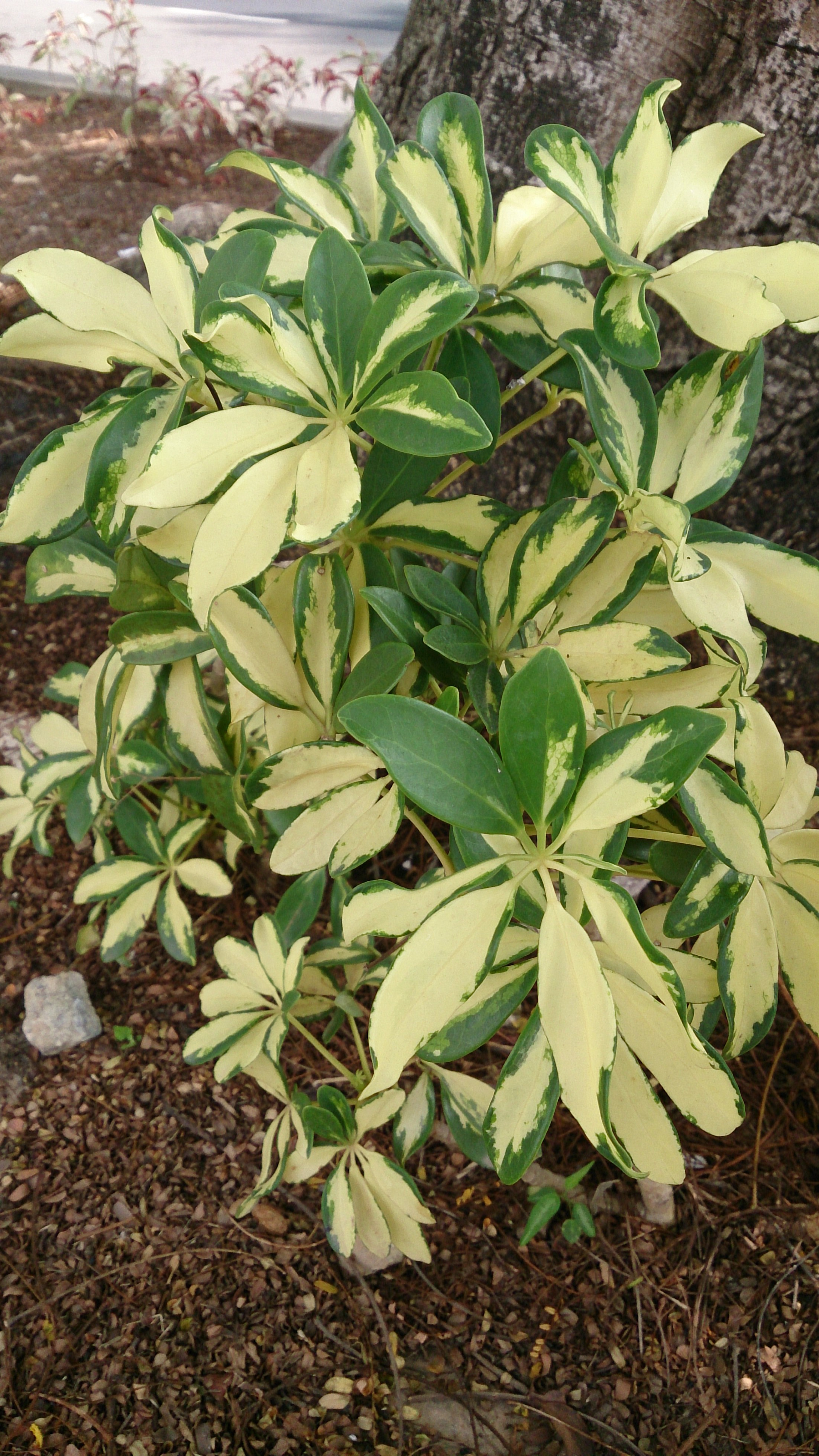
Vista de la planta

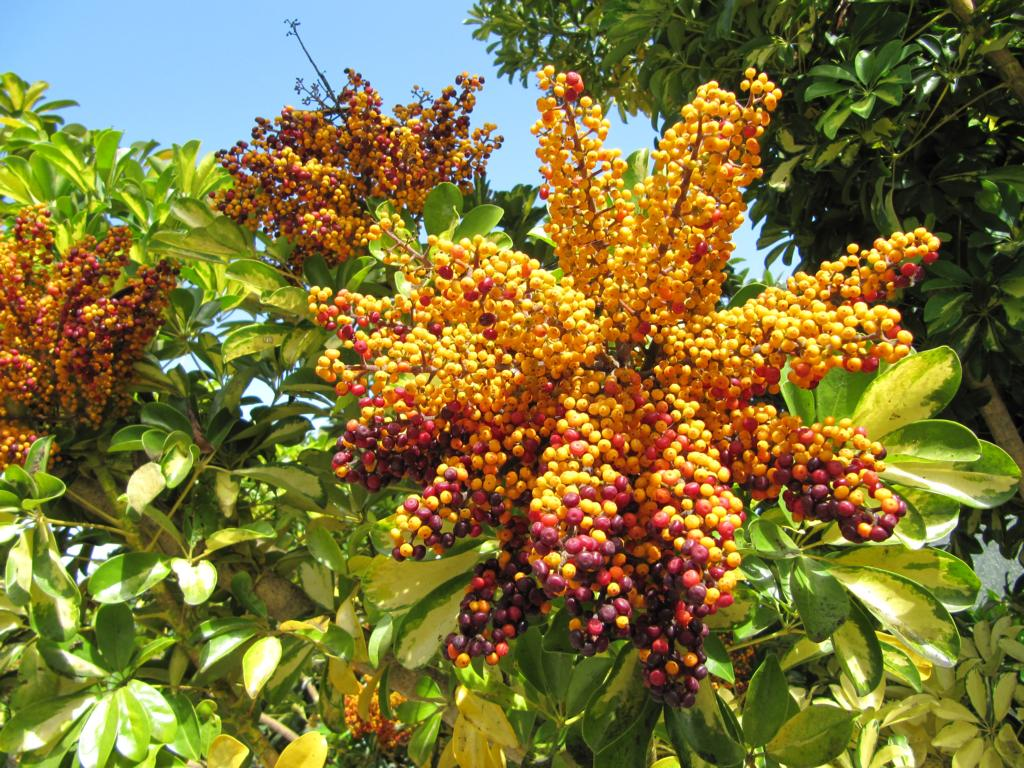
Inflorescencia

## Descripción

### Apariencia y hojas
Es un arbusto de hoja perenne que alcanza de 3 a 6 metros de altura tanto de forma aislada, como trepadora o como epífita de otros árboles. 
Las hojas son palmeadas compuestas, con 7 o 9 foliolos obovados. Presentan unas dimensiones de entre 9 y 20 cm de largo y entre 4 y 10 cm de ancho —aunque a menudo son más pequeñas en el cultivo—, con la base cuneada, el margen entero y el ápice obtuso o agudo, a veces emarginado. Son de textura coriácea, glabros de color verde brillante por el haz y algo más claros y mate por el envés. Cada foliolo presenta una nervadura central que lo divide en dos mitades, con entre cuatro y seis nervios visibles claramente hasta el tercer orden. Las estípulas se fusionan con el pecíolo, cuya longitud es de 12 a 15 cm.

### Flores
Las inflorescencias aparecen en panículas de unos 20 cm, con un eje principal y numerosos ejes laterales sobre los que se disponen numerosas umbelas, cada una de 7 a 10 mm diámetro y con entre 5 y 10 flores.
El período de floración se extiende de julio a octubre. Las flores son hermafroditas, presentan una coloración que va desde el amarillo al verde y una simetría radial de doble perianto. Se componen de un cáliz anular entero, cinco sépalos casi completamente desarrollados, corola con cinco pétalos de 2,5 mm de largo, androceo con cinco estambres y cinco o seis carpelos que encierran el ovario. El estilo no es reconocible y el estigma se encuentra asentado.

### Frutos y semillas
Los frutos presentan una drupa de forma oval casi esférica, con un diámetro de unos 5 mm. En su interior el endocarpio contiene cinco semillas. Estos frutos maduran de agosto a diciembre y son inicialmente puntos glandulares de un color que va desde el naranja al rojo-violeta en la madurez.
Las semillas son aplanadas lateralmente. La dispersión de semillas es realizada por aves.

### Raíces aéreas
Esta planta produce raíces aéreas que cuando llegan al sustrato se convierten en raíces funcionales. Estas le dan a la planta un aspecto inusual e interesante. Para que aparezcan este tipo de raíces la planta debe tener una alta tasa de crecimiento, escasez de raíces en el tronco y crecer en condiciones de humedad muy alta y constante.

## Cuidados
La planta prefiere principalmente luz superior pero se adapta a distintos niveles lumínicos. Al ser una planta tropical le gusta la humedad pero no que el suelo se encharque, ya que esto perjudica sus raíces. Es importante trasplantarla cuando está en maceta, puesto que el crecimiento de la planta queda desproporcionado si se mantiene en ella.

## Usos

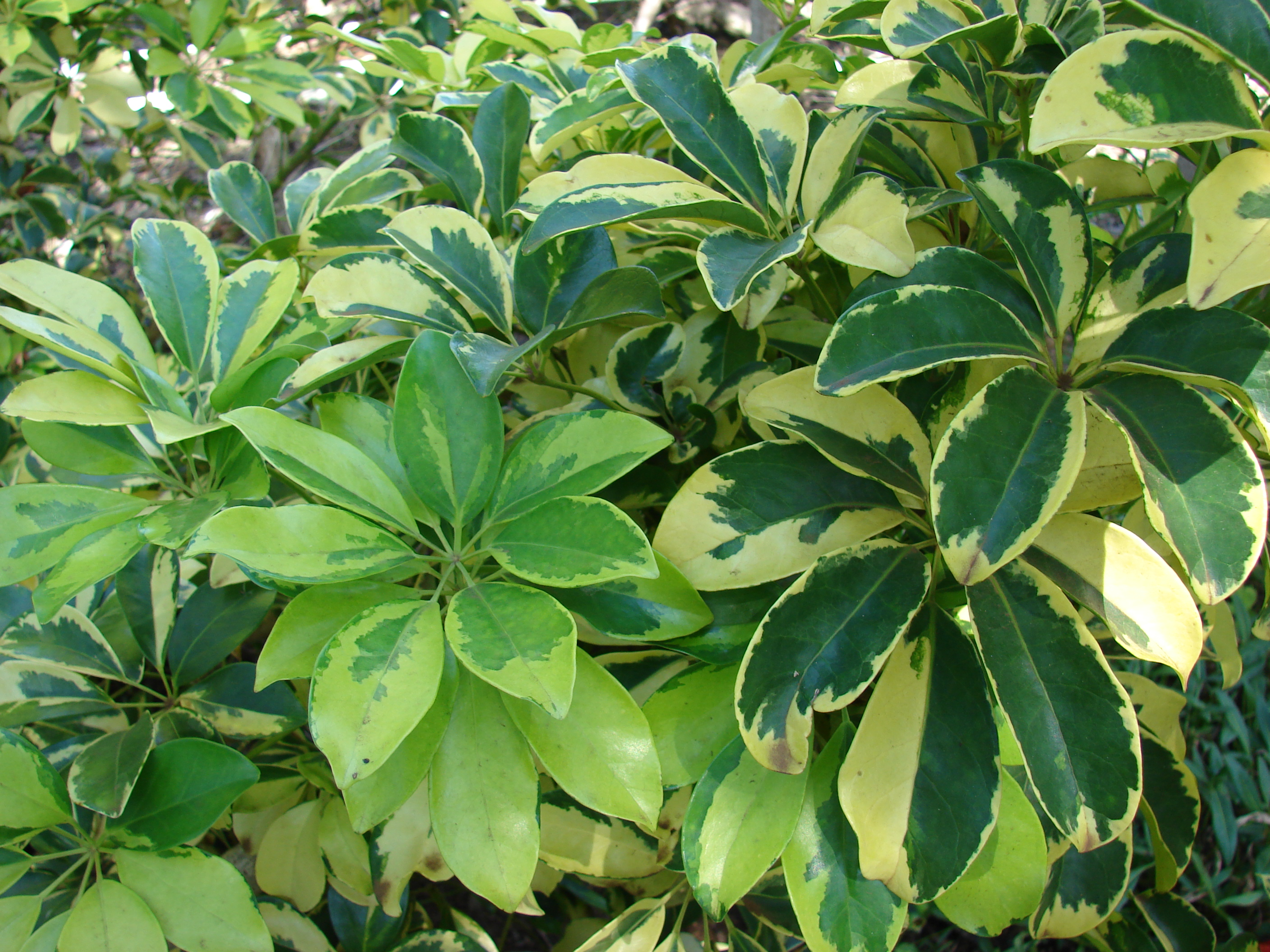
Variedad con hojas variegadas.

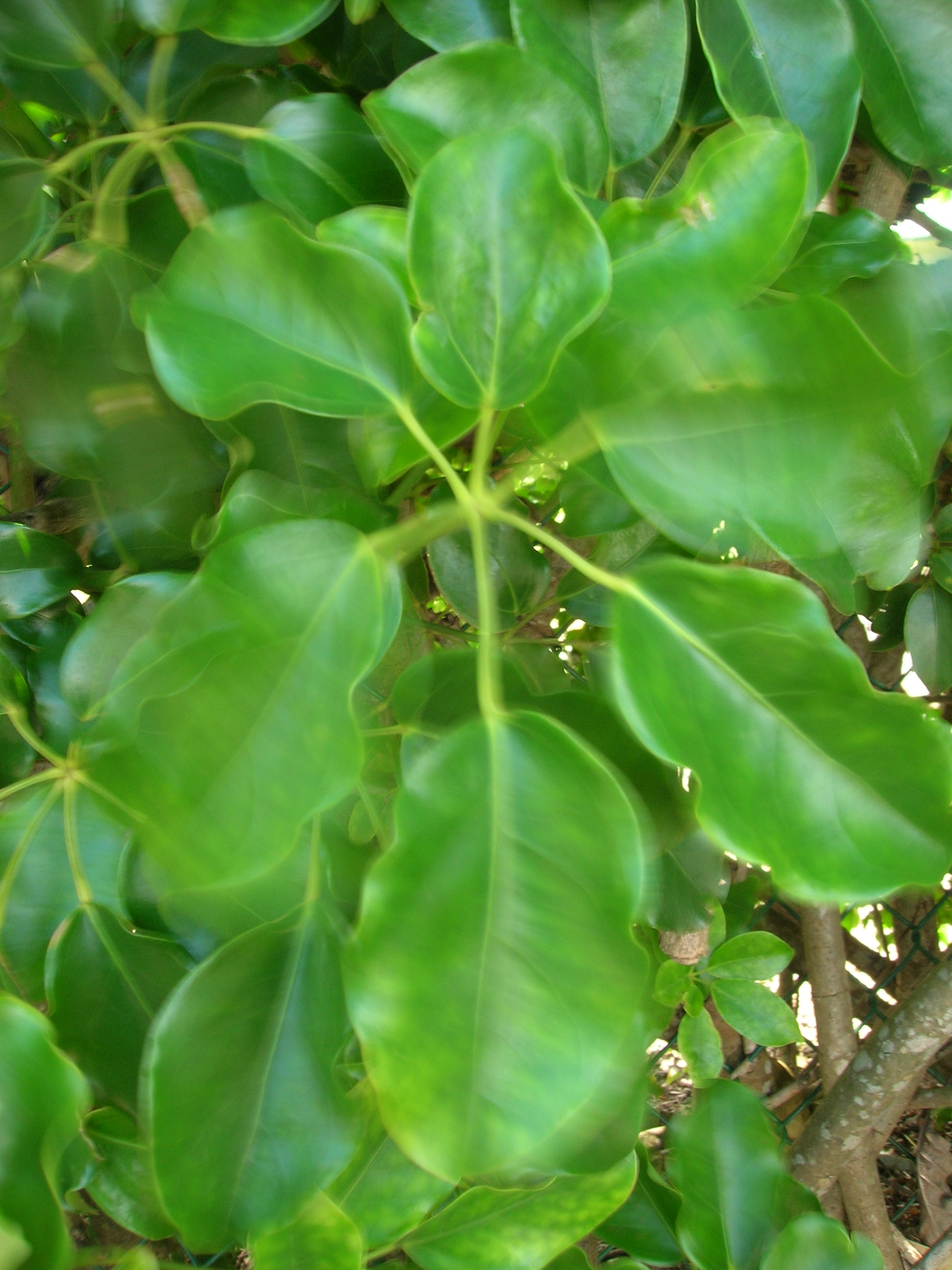
Hojas

Se la cultiva como planta de interior, por su tolerancia a la escasez de cuidados y a las condiciones de crecimiento poco adecuadas. También se la cultiva como una planta de exterior en climas templados donde las heladas no son severas. Numerosos cultivares han sido seleccionados por su variedad en el color y en el patrón de la hoja, siendo frecuentes los de hojas variegadas de color blanco-amarillento en bordes o centro y de formas enanas.

### Bonsái

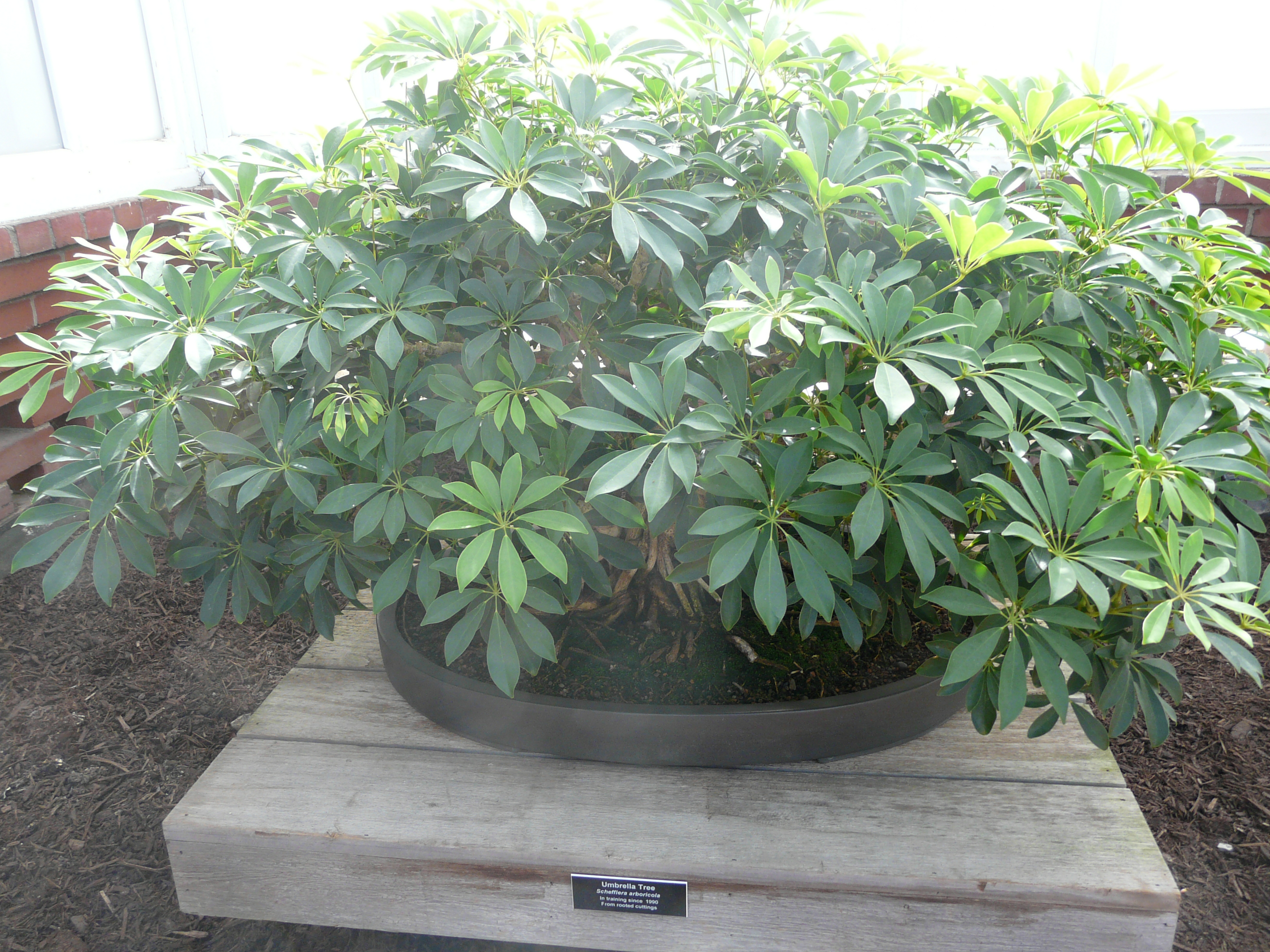
Schefflera cultivada como bonsái.

La planta se presta fácilmente a la forma bonsái y es muy popular como bonsái de interior.

## Taxonomía
Schefflera arboricola fue descrita por (Hayata) Merr. y publicada en el Lingnan Science Journal 5(1–2): 139. 1929.
Etimología
Schefflera nombre genérico en honor del botánico alemán del siglo XIX Jacob Christian Schäffer, que escribió sobre el género Asarum.
Arboricola: epíteto que deriva del latín arbor-oris = «árbol» y –cola-ae = «el o la que habita», probablemente por sus hábitos semitrepadores.
Sinonimia
- Heptapleurum arboricola Hayata[8][9]